# Cory Jones
Cory Jones (Alexandria, ...) è un giocatore di football americano statunitense, che gioca come wide receiver per i Salzburg Ducks.
Dopo aver giocato a livello di college con gli Stevenson Mustangs è passato in Europa ai cechi Znojmo Knights, per poi passare ai tedeschi Düsseldorf Panther e agli austriaci Salzburg Ducks.